# ثوم صغيرة السداة
ثوم صغيرة السداة (الاسم العلمي: Allium micranthum) هو نوع من النباتات يتبع جنس الثوم من فصيلة النرجسية.